# Дадеші
Дадеші (груз. დადეში) — село в Грузії.
За даними перепису населення 2014 року в селі проживає 760 осіб.